# ELS-Modell
Das ELS-Modell ist eine astronomische These, die sich mit der Entstehung und Entwicklung der Milchstraße befasst. Sie wurde 1962 von Olin Jeuck Eggen, Donald Lynden-Bell und Allan Rex Sandage veröffentlicht. Der Name des Modells leitet sich von den Anfangsbuchstaben der Modellentwickler ab (Eggen, Lynden-Bell, Sandage).
Die These erklärt die Entstehung der Milchstraße durch einen schnellen Kollaps einer kugelförmigen, nahezu homogenen Protogalaxie mit einem vermuteten Durchmesser von etwa 300.000 Lichtjahren. Der Zusammenfall der Protogalaxie geschah der Theorie nach innerhalb von 100 Millionen Jahren, wodurch sie sich abflachte und ihre Rotationsgeschwindigkeit aufgrund der Drehimpulserhaltung zunahm.
Das ELS-Modell hatte bis etwa 1980 Bestand.

## Quelle
- O.J. Eggen, D. Lynden-Bell, A.R. Sandage: Evidence from the motion of old stars that the galaxy collapsed, Astrophysical Journal 136, S. 748 (1962)